# Назија
Назија (рус. Назия) насељено је место са административним статусом варошице (рус. посёлок городского типа) на северозападу европског дела Руске Федерације. Налази се у централном делу Лењинградске области и административно припада Кировском рејону.
Према проценама националне статистичке службе за 2015. у вароши је живело 4.865 становника.
Статус насеља урбаног типа, односно варошице носи од 1933. године.

## Географија
Варошица Назија смештена је у источном делу Кировског рејона, на око 80 километара источно од Санкт Петербурга, односно на око 43 километра источно од рејонског центра Кировска.
Кроз насеље пролази железничка линија Мга—Волхов.

## Историја
Насеље Назија саграђено је плански 1933. године и требало је да служи као рејонски центар за производњу и екстракцију тресета (по пројекту тадашње Државне комисије за електрификацију Русије, Государственная комиссия по электрификации России). Исте године насеље је добило административни статус радничке вароши унутар граница тадашњег Мгинског рејона. У околини насеља било је подигнуто 8 мањих заједница чији становници су се бавили искључиво експлоатацијом тресета, а свако од тих насеља је било повезано ускотрачном пругом. Експлоатација тресета на том подручју је окончана почетком 1990-их година.

## Демографија
Према подацима са пописа становништва 2010. у вароши је живело 4.858 становника, док је према проценама националне статистичке службе за 2015. варошица имала 4.865 становника.
| 1939.  | 1959. | 1970.  | 1979. | 1989. | 2002. | 2010. | 2015. |
| ------ | ----- | ------ | ----- | ----- | ----- | ----- | ----- |
| 10,893 | 9,196 | 10,150 | 9,334 | 7,712 | 5,755 | 4,858 | 4,865 |